# 사고 삼각형

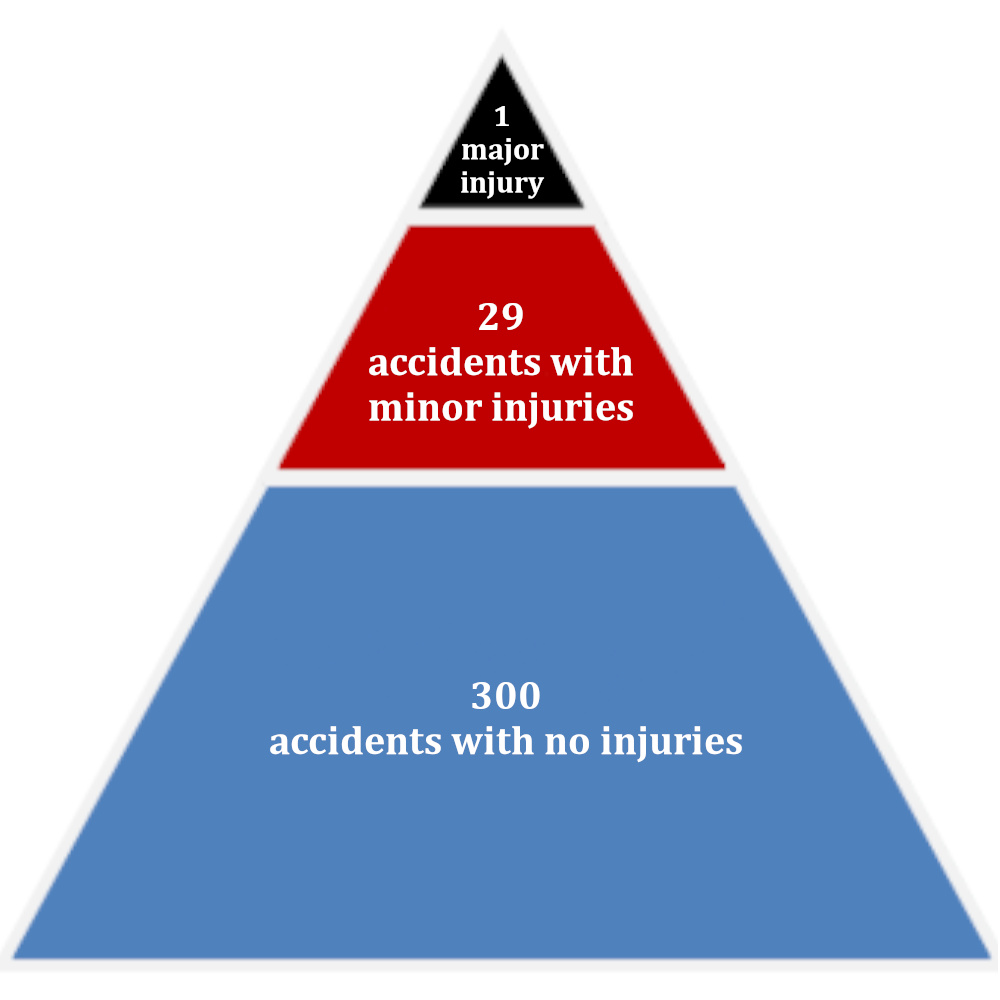
하인리히의 원래 비율에 관한 그림

1966년 버드(Bird)가 제안한 것과 비슷한 확장된 삼각형

사고 삼각형(事故三角形, 영어: accident triangle) 또는 하인리히의 삼각형( - 三角形, 영어: Heinrich's triangle) 혹은 버드의 삼각형( - 三角形, 영어: Bird's triangle)은 산업 사고 예방 이론이다. 심각한 사고, 사소한 사고, 니어미스 간의 관계를 보여주며 사소한 사고의 수가 감소할 경우 심각한 사고의 수도 그와 일치하여 감소한다는 것을 제안한다. 이 삼각형은 1931년 허버트 윌리엄 하인리히가 처음 제안하였으며 그 뒤로 프랭크 E. 버드(Frank E. Bird) 등의 그 밖의 저술가에 의해 갱신되고 확장되어 왔다. 이 그림은 삼각형으로 표현되기도 하며 20세기 업무현장의 직업안전 철학의 초석으로 기술되고 있다. 최근 각 분류의 사고에 할당된 가치들, 그리고 사소한 재해의 감소에만 집중한다는 비평이 있다.

## 개발
이 삼각형은 심각한 재해, 사소한 재해, 도출되지 않은 재해를 일으키는 수많은 사고들 간의 관계를 표시한다. 이 관계는 1931년 허버트 윌리엄 하인리히가 자신의 책 Industrial Accident Prevention: A Scientific Approach에 처음 제안하였다. 하인리히는 업무현장의 건강안전 분야의 선구자였다. 그는 보험사의 부지배인으로 일했으며 심각한 산업 사고의 수를 줄이기를 바랐다. 보험사의 파일, 개개의 산업 지역의 기록으로부터 나온 75,000건 이상의 사고 보고서를 연구하기 시작했다.  이 데이터에서 1건의 주된 재해 사고, 그는 29개의 사소한 재해 사고, 재해가 도출되지 않은 300개의 사고의 관계를 제안하였다. 그는 사소한 사고의 수가 감소함으로써 산업 기업들은 그와 일치하여 수많은 주된 사고의 수가 감소됨을 경험할 것이라고 결론을 내렸다. 이 관계는 삼각형 또는 피라미드 형태의 그림으로 표시된다. 이후 80년 넘게 산업안전건강 프로그램에 널리 사용되었으며 건강안전철학의 초석으로 기술되었다. 하인리히의 이론은 모든 사고의 88%가 안전하지 않은 행위를 수행하는 인간의 결정에 의해 기인되었다고 이야기하였다.